# پاتسنا
پاتسنا (به لهستانی:  Pacyna) یک روستا در لهستان است که در گمینا پاتسنا واقع شده‌است. پاتسنا ۲۲۰ نفر جمعیت دارد.